# ハートフォードシャー大学
ハートフォードシャー大学 (ハートフォートシャーだいがく、英: University of Hertfordshire) は、イギリスのハートフォードシャー州ハットフィールドにある国立大学。HIBT学士課程進学プログラムのキャンパスでもある。23,000人の学生が通う。

## キャンパス
ハートフォードシャー大学のキャンパスは3つある。
- カレッジ・レーンキャンパス
- デ・ハヴィランドキャンパス（サラセンズのトレーニンググラウンドも完備）
- セント・アルバンズキャンパス

大学のメインはカレッジ・レーンキャンパスであり、そこには母体となったハットフィールド・テクニカル・カレッジビルディングがある。その他に新しいビルディングも加わってきている。よく知られているのは、ラーニング・リソース・センター（LRC）や、図書館とコンピュータセンターである。コンピュータ・サイエンス、エンジニアリング、ナチュラル・サイエンス、ヘルス&ヒューマンサイエンスなど全てがカレッジ・レーンキャンパスをベースにしている。また、学生寮やスチューデントユニオンなどもこのキャンパスに位置する。
デ・ハヴィランドキャンパスはカレッジ・レーンキャンパスから徒歩で約15分ほどのところにあり、以前はBAe(ブリティッシュ・エアロ・スペース)があった場所に建てられた。ビジネス・スクールや人文科学教育学部などがこちらをメインキャンパスとしている。ロー・スクールは法廷に近いセント・アルバンズキャンパスにある。以前はキャンパスがワットフォード（ウォール・ホール）とハートフォード（ボールズ・パーク）にあったが、デ・ハヴィランドキャンパスがオープンしたと同時に閉鎖された。ベイフォードバリーにある4つ目のサイトには、大学の観測所や生物学、地理学の分野がある。大学は特に、歴史やエンジニアリング、コンピュータ・サイエンス、天体物理学、哲学、看護・ヘルスケア、パラメディック・サイエンスなどのリサーチの質が高い。ハートフォードシャー大学のスチューデントユニオン（UHSU）はカレッジ・レーンキャンパスで頻繁にイベントを催したりもする。

## 歴史
1951年、企業であるde Havillandがハートフォードシャー州議会にハットフィールドにあるA1ロードに隣接する土地を永久的に教育事業目的に使うことを前提に明け渡した。議会はこの土地にハットフィールド・テクニカル・カレッジを設立し当時ハットフィールドの重要産業でもあった航空宇宙産業のためのエンジニアを教育した。1967年に、ポリテクニックとなり、ハットフィールド・ポリテクニックと呼ばれた。Further and Higher Education Act 1992の施行により、大学となった。

## ハートフォードシャー大学の卒業生
- マーティン・リーチ - イギリス出身の実業家
- オーウェン・ファレル - プレミアシップサラセンズに所属するラグビーユニオン選手
- ギャビン・フィッシャー - カーレースエンジニアで、F1のウィリアムズチームの元チーフデザイナー
- アレックス・グッド - プレミアシップサラセンズに所属するラグビーユニオン選手
- マイケル・オーウェン (ラグビー選手) - ラグビー選手
- ニック・バルア - スウィフト・エックスアイの最高執行責任者、T-ICUの取締役

## 主な出身者
オーウェンファレル(ラグビーイングランド代表)